# شیمی تجزیه

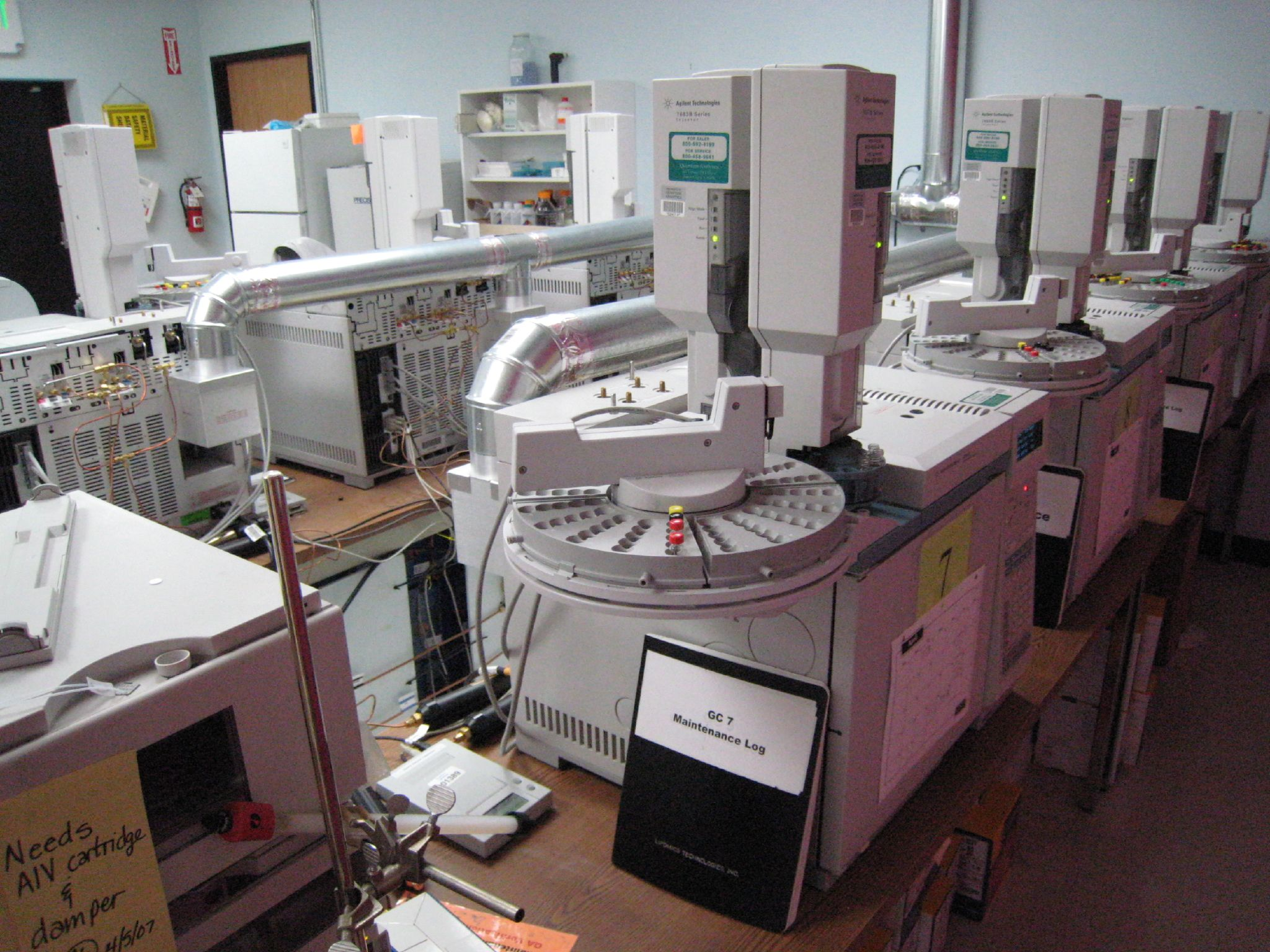
کروماتوگرافی گازی

شیمی تجزیه، (به انگلیسی: Analytical Chemistry) شاخه‌ای از دانش بنیادین شیمی است که به مطالعه روش‌های جداسازی، شناسایی و بررسی کمی اجزای طبیعی یا مصنوعی یک ماده می‌پردازد. انواع آنالیز و تجزیه و تحلیل که در این دانش به کار گرفته می‌شوند در یک نگاه کلی به دو دستهٔ کمّی و کیفی تقسیم می‌شوند. در تجزیهٔ کیفی نوع اجزای موجود در نمونه تعیین می‌شود و در تجزیهٔ کمّی مقدار یا غلظت هر یک از این اجزا تعیین می‌شود. در حالت کلی آنالیز کیفی بر آنالیز کمّی تقدم دارد در واقع ابتدا نوع اجزا و سپس مقادیر کمّی آن‌ها تعیین می‌شود.
روش‌های تجزیه به دو دسته روش‌های کلاسیک و روش‌های دستگاهی تقسیم می‌شوند. روش‌های کلاسیک که به روش‌های شیمی تَر هم شهرت دارند از ابزار یا سامانه‌های سنجش چندان پیشرفته‌ای بهره نمی‌برند. اصلی‌ترین انواع روشی دستگاهی سامانه‌ها و دستگاه‌های تجزیه و تحلیل نقش اساسی را ایفا می‌کنند. از جملهٔ روش‌های ابزاری میایی، روش‌های طیف‌سنجی و روش‌های کروماتوگرافی اشاره کرد.

## مفاهیم پایه

### نمونه
عبارت است از بافتی کلان که ما قصد اندازه‌گیری یون منیزیم را در یک محلول داریم اما روشی اتخاذ کرده‌ مطلوب نیست. عامل مهم سوم سرعت است برای مثال در حینخون شخص انجام شود ونتیجه این آزمایش در ادامه روند جراحی اثرگذار است در چنین مواردی به کار بردن یک روش زمان گیر مطلوب نخواهد بود و در نهایت این که روش ما از لحاظ اقتصادی مقرون به صرفه باشد نیز حائز اهمیت است. و این دستگاه خیلی به درد بخور است

## روش‌های کلاسیک
با وجود آن که علم شیمی تجزیه امروزه تحت اثر عمده روش‌های ابزاری قرار دارد با این حال این روش‌هاشیمی تجزیه را تشکیل می‌دهند و هم چنین اساس بسیاری از ابزارها و سامانه‌های اندازه‌گیری بر روش‌های کلا
آنالیز کیفی وجود یا نبود یک ترکیب در یک نمونه را معین می‌کند ولی در رابطه با جرم یا غلظت ترکیب‌های یاد شده اطلاعیداست این نوع آنالیز با «اندازه‌گیری مقدار» سر و

### آزمون‌های شیمیایی
آزمون‌های شیمیایی بیشماری وجود دارند که کارکرد کیفی دارند از جمله «آزمون اسید» که در تشخیص طلا کاربرد دارد یا «آزمون کسل-مایر» که برای تعیین وجود خون کاربرد دارد.

### آزمون شعله
آزمون شعله نیز از روش‌های آنالیز کیفی می‌باشد. در این آزمایش شعله در اثر تماس با محلول آنالیت‌های خاص تغییر رنگ می‌دهد. به عنوان مثال کات کبود به دلیل آن که حاوی یون‌های مس مس باشد به شعله رنگ سبز می‌دهد. البته صرف تحلیل رنگ شعله با چشم غیر مسلح نتیجه این آزمون را قابل اعتماد نمی‌کند بلکه اغلب این نورهای تغییر رنگ داده را به عنوان ورودی به دستگاه طیف بین استفاده کرده و از روی طیف حاصله و تططبیق آن با طیف‌های اتمی به وجود یا نبود عنصر یا ترکیب خاصی در نمونه اولیه پی می‌برند. رابرت بونزن و همکارش گوستاو کیرشهف پیشگام بهره‌گیری از آزمون شعله بودند و با همین روش هنگام بررسی طیف ناشی از یک سنگ معدنی لیتیم دار دو عنصر جدید روبیدیم(Rb) و سزیم(Cs) را کشف نمودند.

### روش‌های وزن سنجی
وزن سنجی نوعی از آنالیز کمی هست که مقدار ماده را معین می‌کند. یک نمونه از چنین آنالیزی که در آزمایش‌های سطوح مقدماتی صورت می‌گیرد تعیین میزان آب موجود در یک ترکیب آب پوشیده از طریق حرارت دادن به نمونه و اندازه‌گیری اختلاف جرم آن پیش و پس از حرارت دادن است که میزان آب تبخیر شده را نشان می‌دهد.

### سنجش‌های حجمی
سنجش‌های حجمی (تیتراسیون) نوع دیگری از روش‌های آنالیز کمی می‌باشد که هدف آن یافتن یک نقطه هم‌ارزی است که مقدار یک گونه خاص را در یک محلول معین می‌کند. یکی از نمونه‌های سنجش حجمی که برای بسیاری آشناست سنجش‌های حجمی اسید-باز می‌باشد که در آن نقطه هم‌ارزی با تغییر رنگ یک شناساگر شناسایی می‌شود. انواع دیگری از سنجش‌های حجمی وجود دارد از جمله سنجش‌های حجمی پتانسیومتری.

## روش‌های دستگاهی
در روش‌های ابزاری از سامانه‌های اندازه‌گیری و ابزارها برای تجزیه و تحلیل استفاده می‌شود این روش‌ها نوعاً به این صورت هستند که یک محرک اولیه (نور، گرما، جریان الکتریکی، ولتاژ و…)به نمونه داده می‌شود و نمونه در پاسخ به این عمل سیگنال‌هایی را گسیل می‌کند که وارد شناساگر می‌شوند. در شناساگر این سیگنال‌ها به روش‌های گوناگون تقویت می‌شوند و نتیجه نهایی روی صفحه نمایشگر یک رایانه نمایش داده می‌شود.

### طیف‌سنجی
طیف‌سنجی عبارت است از اندازه‌گیری برهمکنش مولکول‌ها و پرتوهای الکترومغناطیسی. از جمله انواع طیف‌سنجی می‌توان به طیف جذب اتمی، طیف گسیل اتمی، طیف‌سنجی مرئی-فرابنفش، طیف‌سنجی فروسرخ، طیف‌سنجی پرتوی ایکس و فلوئورسانس و طیف‌سنجی مغناطیسی هسته (ان ام آر) اشاره کرد.

### طیف‌سنجی جرمی
هدف از طیف‌سنجی جرمی تعیین نسبت بار به جرم گونه‌ها می‌باشد. در این روش آنالیز از راهکارهای گوناگونی به منظور یونش استفاده می‌شود از جمله:بمباران الکترونی، استفاده از پرتوی ایکس و…

### آنالیز الکتروشیمیایی
آنالیز الکتروشیمیایی با اندازه‌گیری اختلاف پتانسیل و/یا شدت جریان الکتریکی یک پیل الکتروشیمیایی حاوی آنالیت همراه است. آنالیزهای الکتروشیمیایی را می‌توان برحسب این که چه ویژگی‌هایی از پیل در خلال آن‌ها مورد بررسی قرار می‌گیرد یا این که پیل در خلال آن‌ها دستخوش چه تغییراتی می‌شود رده‌بندی کرد. بر همین اساس این روش‌ها به سه دسته پتانسیومتری (اندازه‌گیری اختلاف پتانسیل پیل)، کولومتری (اندازه‌گیری شدت جریان در طول زمان) و ولتامتری (اندازه‌گیری اختلاف پتانسیل پیل حین ایجاد تغییر در شدت جریان) تقسیم می‌شود.

### آنالیز حرارتی
گرماسنجی و آنالیز گرماوزنسنجی(thermogra
alysis)از جمله روش‌هایی هستند که به تحلیل برهمکنش میان ماده و حرارت می‌پردازند.

### جداسازی
روش‌های جداسازی به منظور کاهش پیچیدگی مخلوط ماده مورد استفاده قرار می‌گیرد. از جمله این روش‌ها می‌توان به کروماتوگرافی و الکتروفورز اشاره کرد.

### روش‌های هیبریدی
روش‌های چندگانه‌ای که به شکل ترکیبی از ری‌دهند روش‌های هیبریدی می‌گوییم. از جمله این روش‌ها می‌توان به کروماتوگرافی-ظیف سنجی جرمی گاز، کروماتوگرافی-طیف‌سنجی فروسرخ گاز، کروماتوگرافی-طیف‌سنجی جرمی مایع و روش‌های هیبریدی جز این موارد اشاره کرد که امروزه یا به‌طور گسترده مورد استفاده قرار می‌گیرند یا در مراکز علمی و تحقیقاتی در حال توسعه یافتن هستند. در نگارش نام این روش‌ها گاهی به جای نماد خط تیره) استفاده می‌شود به خصوص در صورتی که نام یک یا چند تا از روش‌های تشکیل دهنده پیکره روش هیبریدی خود دارای نماد خط تیره باشند. به عنوان نمونه می‌توان بر خلاف الگوی نگارشی رعایت شده در بالا نوشت:کروماتوگرافی/طیف‌سنجی هیبریدی امروزه به‌طور گسترده در شیمی و زیست شیمی مورد استفاده قرار میست شناختی یک گرایش فعال و مهم در علم تجزیه می‌باشد. ترکیب این روش‌ها با روش‌های قدیمی تر آنالیز باعث تغییرات شگرفی در علم تجزیه شده‌است. می‌توان روش‌های ریزنگاری را در سه رده کلی ریزنگاری نوری، ریز نگاری الکترونی و ریز نگاری پرآب پویش قرار داد. به دلیل پیشرفت سریع در زمینه صنایع رایانه و دوربین این زمینه از شیمی تجزیه شاهد پیشرفت‌های عظیم و قابل توجهی بوده‌است.
تراشه‌های کوچکی امروزه در دسترس هستند که با داشتن ابعاد بسیار خرد در حد چند میلی‌متر تا چند سانتی‌متر مربع برای تحلیل داده‌ها حجم‌های بسیار اندک سی